# NN-318
La carretera NN‑318 es una vía departamental secundaria del departamento de Rivas que conecta el kilómetro 13 del municipio de Tola con la entrada principal a Playa Popoyo, una de las zonas turísticas y de surf más reconocidas del país. Esta vía pavimentada tiene una longitud total de 52.67 kilómetros y fue construida entre 2018 y 2019 como parte del impulso al turismo costero del Pacífico sur nicaragüense.

## Trazado y cruces
La siguiente tabla muestra su recorrido, localidades y principales conexiones:
| km    | Localidad              | Departamento | Conexión / Ruta |
| ----- | ---------------------- | ------------ | --------------- |
| 0.0   | Km 13, Tola            | Rivas        |                 |
| 18.0  | El Limon               | Rivas        |                 |
| 34.5  | Las Salinas            | Rivas        |                 |
| 52.67 | Entrada a Playa Popoyo | Rivas        |                 |

## Coordenadas
Un punto medio en Las Salinas puede ubicarse en: 11°24′40″N 86°02′30″O / 11.4110, -86.0418